# Arde Parisul? (film)
Arde Parisul? (în franceză Paris brûle-t-il?) este un film francez epic de război alb-negru din 1966, regizat de René Clément. Prezintă eliberarea Parisului în august 1944 de către Rezistența Franceză și Forțele Franceze Libere în timpul celui de-al Doilea Război Mondial. Scenariul, scris de Jean Aurenche, Claude Brulé, Pierre Bost, Gore Vidal, Francis Ford Coppola, este o adaptare a romanului omonim scris de Larry Collins și Dominique Lapierre. Filmul are o distribuție internațională, cu actori francezi (Jean-Paul Belmondo, Alain Delon, Bruno Cremer, Pierre Vaneck, Jean-Pierre Cassel, Leslie Caron, Charles Boyer, Yves Montand), americani (Orson Welles, Kirk Douglas, Glenn Ford, Robert Stack, Anthony Perkins, George Chakiris) și germani (Gert Fröbe, Hannes Messemer, Ernst Fritz Fürbringer, Harry Meyen, Wolfgang Preiss)
Arde Parisul? a fost lansat în Franța pe 26 octombrie 1966 și în Statele Unite ale Americii la 10 noiembrie 1966. A avut recenzii generale pozitive și a fost al patrulea cel mai popular film al anului în Franța în anul 1966. A fost nominalizat la Premiul Oscar pentru cea mai bună imagine (alb-negru) și Premiul Oscar pentru cel mai bun design de producție la cea de-a 40-a ediție a premiilor Oscar și la Premiul Globul de Aur pentru cea mai bună coloană sonoră (Maurice Jarre).

## Rezumat
La scurt timp după atentatul eșuat din 20 iulie 1944 de a-l asasina, Adolf Hitler îl numește pe generalul de infanterie Dietrich von Choltitz ca guvernator militar al Parisului ocupat. Hitler crede că von Choltitz îi va asculta ordinul ca Aliaților să nu li se permită să cucerească Parisul fără ca germanii să-l distrugă complet, în mod similar cu distrugerea planificată a Varșoviei.
Rezistența Franceză află că Aliații nu intenționează să cucerească Parisul, ci îl ocolesc pentru a evita confruntarea și se îndreaptă în schimb direct spre Germania. Cele două facțiuni din cadrul Rezistenței reacționează diferit la această veste. Gauliștii conduși de Jacques Chaban-Delmas vor să aștepte și să vadă ce se va întâmpla, în timp ce comuniștii conduși de colonelul Rol-Tanguy vor să ia măsuri. Comuniștii forțează problema instigând la o revoltă generală a cetățenilor Parisului și prin ocuparea unor importante clădiri guvernamentale. Gauliștii sunt nevoiți să fie acord cu acest plan după ce acesta este pus în aplicare.
Inițial, Choltitz intenționează să urmeze ordinul lui Hitler de a distruge complet orașul. După ce trupele sale nu reușesc să îndepărteze Rezistența din Prefectura de Poliție din Paris, el ordonă ca Luftwaffe să bombardeze clădirea, dar anulează ordinul la îndemnul consulului suedez Raoul Nordling, care subliniază că bombele care ratează Prefectura riscă să distrugă clădirile neprețuite din punct de vedere cultural din apropiere, precum Catedrala Notre-Dame. Choltitz acceptă o ofertă de armistițiu din partea Rezistenței (fracțiunea gaulistă), dar comuniștii vor să continue lupta, în ciuda lipsei de muniție. Prin urmare, armistițiul durează doar o zi și se reia lupta.
După ce află că germanii plănuiesc să distrugă Parisul (Turnul Eiffel și alte repere sunt încărcate cu explozibili), un mesager al Rezistenței este trimis dincolo de liniile inamice pentru a contacta americanii. El îi informează pe Aliați că Rezistența a preluat deja controlul unor părți ale orașului și imploră să li se ofere sprijin pentru a preveni zdrobirea revoltei, așa cum s-a întâmplat la Varșovia. El adaugă că Franța nu i-ar ierta niciodată pe Aliați dacă ar permite distrugerea Parisului. Mai târziu, generalul Omar Bradley este de acord ca Divizia a 2-a blindată sub comanda generalului Philippe Leclerc să se deplaseze la Paris.
Pe măsură ce situația militară germană se deteriorează, Choltitz amână ordinul de a distruge Parisul, crezând că Hitler este nebun și că războiul este pierdut, ceea ce ar însemna că distrugerea Parisului ar fi un gest zadarnic. Când sosesc doi ofițeri SS, el crede că urmează să fie arestat, dar în schimb ei spun pur și simplu că Himmler i-a trimis să salveze Tapiseria de la Bayeux pentru colecția sa privată înainte de distrugerea Muzeului Luvru.
În cele din urmă, maiorul francez (mesagerul) îl convinge pe generalul Leclerc că este esențial ca cel puțin o forță simbolică de tancuri aliate să se deplaseze și să ocupe Parisul, deoarece acest gest simbolic va salva orașul. O coloană de tancuri Sherman este trimisă spre Paris. Deși echipamentul este american, se permite armatei franceze libere să le controleze doar cu o mică escortă americană. Pe măsură ce coloana ajunge la 50 km de Paris, trupele germane pun explozibili în Turnul Eiffel și sub diferite poduri. Germanii eliberează unii dintre bărbații întemnițați pentru a-și apăra punctele forte. Primul tanc Sherman sosește și este lovit de un obuz de artilerie, dar celelalte tancuri, fiecare botezat după o victorie a Franței în Primul Război Mondial, ajung la primărie.
Choltitz alege să nu dea ordinul de detonare și intenționează să se predea la scurt timp după ce Aliații intră în oraș. El sună în Germania pentru a cere ca familia lui să nu sufere din această cauză. Între timp, unii ofițeri continuă să pună explozibili. Doi ofițeri dezbat dacă să arunce totul în aer în timp ce plantează mine la mormântul lui Napoleon din Les Invalides.
Decesele au loc de ambele părți, dar civilii încep să se alăture bătăliei. Luptele ajung în centrul Capitalei, pe Rue de Rivoli, unde nemții își au sediul la Hotel Meurice. Când soldații aliați intră în biroul său, Choltitz cere să i se permită să se predea unui ofițer. I se cere să ordone ca unii dintre ofițerii săi să meargă cu Forțele Franceze Libere în timp ce afișează un steag alb pentru a transmite ordinul de capitulare trupelor sale.
Tancurile franceze ajung la Catedrala Notre-Dame și se aud sunete de clopote după ani de tăcere. Mulțimea aplaudă și cântă „La Marseillaise”. Sunt prezentate filmări documentare din viața reală a mulțimilor din perioada eliberării. În timp ce Forțele Franceze Libere și de Gaulle defilează pe străzile Parisului, întâmpinați de mulțimile care ovaționează, la un telefon se aude o voce în germană care întreabă în mod repetat „Arde Parisul?” Din aer, Parisul este văzut cu clădirile sale intacte, urmat de o trecere de la alb-negru la culori la genericul de final.

## Distribuție

### Rezistența franceză
- Jean-Paul Belmondo - Yvon "Pierrelot" Morandat, adjunct al Guvernului Franței Libere
- Alain Delon - Jacques Chaban-Delmas, Gaullist general de brigadă
- Bruno Cremer - Col. Henri Rol-Tanguy, comandantul Francs-Tireurs et Partisans
- Charles Boyer - Dr. Robert Monod
- Pierre Vaneck - Maj. Roger Cocteau-Gallois, Ceux de la Resistance
- Pierre Dux - Alexandre "Cerat" Parodi, delegat al Comitetului Francez de Eliberare Națională
- Leslie Caron - Françoise Labe
- Jean-Pierre Cassel - Lt. Henri Karcher, Forțele Franceze Libere
- Yves Montand - Marcel Bizien, Forțele Franceze Libere
- Claude Rich - generalul Philippe Leclerc, Forțele Franceze Libere
  - Rich are și o apariție necreditată - Locotenentul francez liber Pierre de la Fouchardière.
- Marie Versini - Claire Morandat
- Michel Piccoli - Edgard Pisani
- Claude Dauphin - Col. Edmond Lebel
- Daniel Gélin - Yves Bayet
- Georges Staquet - Căpitan Raymond Dronne al Forțelor Franceze Libere
- Serge Rousseau - Pierre "Colonel Fabien" Gorges, Francs-Tireurs et Partisans
- Georges Géret - „Comandantul Georges”
- Jean Négroni - Pierre Villon
- Michael Lonsdale - Jacques Debu-Bridel
- Michel Etcheverry - Prefet Charles Luizet
- Sacha Pitoëff - Frédéric Joliot-Curie
- Simone Signoret - o proprietară de cafenea
- Paul Crauchet - un preot paroh
- Roger Lumont - Claude "Jade Amicol" Arnould
- Félix Marten - Georges Landrieu
- Tony Taffin - Bernard Labé
- Bernard Fresson - un ofițer de legătură al Forțelor Franceze Libere

### Participanți neutri
- Orson Welles - Raoul Nordling, consulul suedez în Franța

### Forțele aliate
- Kirk Douglas - General-locotenent George S. Patton
- Glenn Ford -  General-locotenent Omar Bradley
- Robert Stack -  General de brigadă Edwin Sibert
- Anthony Perkins - Sgt. Warren, infanterist
- E. G. Marshall - Powell, ofițer de informații
- Skip Ward - Charlie, infanterist
- Billy Kearns - Col. Charles Codman, consilier al generalului Patton
- George Chakiris - un sergent de tancuri

### Ocupația germană
- Gert Fröbe - General der Infanterie Dietrich von Choltitz, guvernator militar al Parisului
- Hannes Messemer - Generaloberst Alfred Jodl
- Ernst Fritz Fürbringer - Generalleutnant Hans von Boineburg-Lengsfeld
- Jean-Louis Trintignant - „căpitanul Serge”, agent anti-partizan Vichy
- Billy Frick - Adolf Hitler
- Harry Meyen - Leutnant von Arnim
- Claus Holm - Huhm
- Joachim Hansen - Comandantul Închisorii Fresnes
- Konrad Georg - Generalfeldmarschall Walter Model, comandantul Grupului de Armate Ucraina Nord
- Peter Jacob - General der Infanterie Wilhelm Burgdorf
- Wolfgang Preiss - Hauptmann Ebernach
- Günter Meisner - comandantul Waffen-SS în Pantin
- Helmuth Schneider - a metro adjunct
- Karl-Otto Alberty și Peter Neusser - ofițeri Waffen-SS

## Producție
Filmul este bazat pe cea mai bine vândută carte a lui Larry Collins și Dominique Lapierre și a fost regizat de René Clément, după un scenariu de Gore Vidal și Francis Ford Coppola.
Filmul a fost realizat alb-negru în principal pentru că, deși autoritățile franceze au permis ca steagurile cu svastică nazistă să fie afișate pe clădirile publice pentru filmări cheie, nu au permis ca steagurile să aibă culoarea roșie originală; prin urmare, s-au folosit steaguri verzi cu svastică, astfel nu s-a făcut diferența în alb și negru.
Au avut loc filmări în 180 de locuri din Paris, inclusiv în Rue de la Huchette, Place des Vosges, Les Invalides, Place de la Concorde, Notre-Dame, Cartierul Latin și Musée Carnavalet. Potrivit scenaristului Francis Ford Coppola, producția filmului a fost strict controlată de Charles de Gaulle (ca președinte al Republicii Franceze), care a permis filmările în Paris doar după ce regulile sale au fost strict respectate. El a fost preocupat în mod special de minimizarea rolului jucat în eliberarea Parisului de către Partidul Comunist Francez. Coppola a numit ingerința lui de Gaulle drept o cenzură politică flagrantă.
Claude Rich a interpretat două roluri: generalul Leclerc, cu mustață, și Lt. Pierre de la Fouchardière, fără mustață, deși este creditat doar pentru rolul lui Leclerc. În timpul eliberării Parisului, Claude Rich, un tânăr adolescent, l-a salvat pe unul dintre oamenii ofițerului care a fost rănit în timpul luptelor. Clément l-a angajat pentru acest rol, când și-a dat seama în timpul casting-ului că acesta va interpreta un "general Leclerc" izbitor.
Kirk Douglas a acceptat rolul doar după ce a aranjat ca Jean-Paul Belmondo să facă parte și el din distribuție. Cu toate acestea, nu apar împreună în nicio scenă.
Orson Welles s-a ciocnit în mod repetat cu regizorul Clément, dar a refuzat să-i vorbească direct, deși vorbea fluent franceză. Se pare că Welles a fost supărat deoarece lui Clement i s-a dat un buget atât de mare pentru un proiect, în timp ce el se chinuia să găsească finanțare pentru propriile proiecte.
Toate secvențele cu actori francezi și germani au fost filmate în limbile lor materne și ulterior dublate în engleză, în timp ce toate secvențele cu actorii americani (inclusiv Welles) au fost filmate în engleză.